# Antonio Cadei
Antonio Cadei (Villongo, 29 luglio 1944 – Roma, 25 giugno 2009) è stato uno storico dell'arte italiano.

## Biografia
Studioso di storia dell'arte e dell'architettura medievale, allievo nell'Ateneo di Pavia di Yetwart (Edoardo) Arslan e soprattutto di Angiola Maria Romanini, ha percorso quasi tutti i gradi della docenza universitaria nei ranghi della Facoltà di Lettere de La Sapienza di Roma (1974-1987 e 1990-2009), con un breve intermezzo presso la neonata Università della Basilicata di Potenza (1987-1990), altrettanto proficuo per accendere la sua tarda vocazione indirizzata agli studi meridionalistici.
È stato vicedirettore dell’Enciclopedia dell'Arte Medievale dell'Istituto dell'Enciclopedia Italiana, Socio Corrispondente dell'Accademia dei Lincei dal 1997, redattore della rivista “Arte Medievale” e consigliere al Quirinale con incarico del Presidente Scalfaro.

### Formazione e primi studi
Laureatosi in Storia dell'Arte Medievale presso l'Università degli Studi di Pavia nel giugno del 1967 con una tesi su La costruzione del duomo di Milano dalle origini a Giovannino de' Grassi e quindi borsista per due anni alla Ludwig-Maximilians-Universität di Monaco di Baviera (1968-1970) al fine di approfondire le conoscenze sulla scultura gotica franco-tedesca, i suoi studi giovanili hanno preso naturale avvio nell'ambito del Tardogotico e del primo Rinascimento lombardo e si sono espressi con contributi sull'attività pavese del Bramante, riguardo alla teoria progettuale gotica nel San Petronio di Bologna e nel duomo di Milano, come pure sulla storia della miniatura in età viscontea, cui ha dedicato le monografie su Belbello da Pavia e Studi di Miniatura Lombarda. Giovannino de Grassi, Belbello da Pavia.

### La stagione romana
Al ritorno dall'esperienza in Germania e dopo aver insegnato per un breve periodo al Liceo classico Benedetto Cairoli di Vigevano, nel 1974 Antonio Cadei si trasferiva a Roma perché chiamato da La Sapienza, divenendo assistente ordinario presso la cattedra di Storia dell'Arte Medievale, assegnata l'anno precedente ad Angiola Maria Romanini giunta appositamente da Pavia.
Fin dai primi anni di quello che sarà il suo lungo e definitivo soggiorno romano, anche sollecitato dalle iniziative della Romanini, egli ebbe modo di allargare i propri interessi dal versante culturale lombardo all'arte monastica dei secoli centrali del Medioevo. Nella fattispecie, si deve a lui l'aver fissato per primo il portato dell'architettura cistercense alla costituzione della parlata gotica in alcune realtà regionali della penisola (dal mondo padano al Lazio, sino all'Italia meridionale d'età sveva), nonché di aver contribuito alla definizione tipologica della nascente architettura religiosa mendicante tramite l'indagine sul San Francesco di Cortona, sui cori a deambulatorio duecenteschi e in particolare sul convento di San Francesco ad Assisi, quest'ultimo suo riconosciuto cavallo di battaglia.
Tuttavia a porlo sulla ribalta della storiografia italiana è il suo primo saggio sull'abbazia marchigiana di Chiaravalle di Fiastra, edito nel 1978, divenuto ben presto pietra miliare nella costruzione della griglia cronologica dell'architettura bernardina in riferimento all'Italia. A questo contributo faranno seguito ulteriori interventi e precisazioni, vuoi indirizzati all'analisi dell'edilizia e della scultura di monasteri cistercensi dell'Italia mediana, da Fiastra a Casamari, passando per Fossanova, vuoi a far emergere il parallelo fenomeno dei Florensi in Calabria, così come il movimento degli Umiliati in Lombardia, vero proprio ritorno alle origini, al quale consacra nel 1999 lo studio sull'abbaziale di Viboldone nel contado di Milano.

### Il mondo crociato e i castelli di Federico II
L'attenzione mostrata verso il Meridione italiano e il bacino orientale del Mediterraneo, crociato o musulmano, si manifesta sul finire degli anni Ottanta a contatto con i manufatti federiciani della Basilicata, della Puglia e della Sicilia, per concretizzarsi a partire dal 1990, quando viene a ricoprire l'ordinariato di Storia dell'Arte Medievale presso La Sapienza. Da questo momento in avanti si fa promotore di approfondite ricerche sia sull'architettura castellana normanna e sveva nel Regno di Sicilia (sancite nel 1994 dalla curatela della mostra Federico e la Sicilia, dalla terra alla corona) e in ambito Crociato, sia sulla presenza templare e degli Ordini cavallereschi (Teutonici e Gerosolimitani) nel bacino del Mediterraneo. A questo scopo intraprende numerose missioni di studio in Italia, nella penisola Iberica, a Cipro, in Turchia, in Siria e in Terra Santa che hanno consentito di avviare una proficua raccolta di dati sulle loro strutture insediative, sacre e militari, i cui risultati scientifici sono apparsi in atti di convegno (Monaci in armi. L'architettura sacra dei Templari attraverso il Mediterraneo) e in specifiche pubblicazioni di carattere internazionale. L'interesse per l'arte del Meridione lo ha portato ad indagare anche la questione delle porte bronzee medievali, a partire dai casi normanni di Canosa e Palermo.

### Gli ultimi anni. Gli studi sull'Abruzzo tardogotico
Infine nel 2006, dopo diversi anni di studio, è uscita la sua ultima impresa scientifica ovvero la monografia dedicata all'orafo abruzzese quattrocentesco Nicola da Guardiagrele. Le ricerche hanno abbracciato il più ampio contesto della cultura tardogotica medio adriatica, indirizzandosi in particolar modo sulla produzione orafa nell'ultima stagione del Medioevo e sulla migrazione di motivi e maestranze dal Nord Europa verso quest'area (Nicola da Guardiagrele. Un protagonista dell'autunno del Medioevo in Abruzzo).
Ad Antonio Cadei è intitolato l'antiquarium medievale all'interno del Museo archeologico di Guardiagrele, inaugurato nel 2018.

## Opere
- I capitelli più antichi del Duomo di Milano, in Il Duomo di Milano, Atti del convegno a cura di M.L. Gatti Perer, Milano 1969, pp. 77–88
- Giovannino de Grassi nel taccuino di Bergamo, in «Critica d'arte», 17 (1970), 109, pp. 17–36
- Coscienza storica e architettura in Brunelleschi, in «Rivista dell'Istituto Nazionale di Archeologia e Storia dell'Arte», n.s., XVIII (1971), pp. 181–240
- Nota sul Bramante e l'Amadeo architetti del duomo di Pavia, in «Bollettino della Società Pavese di Storia Patria», n.s., 24/25 (1973), pp. 35–60
- Induzione sulla determinazione delle strutture del Bramante, in Studi bramanteschi, Atti del congresso, Roma 1974, pp. 157–169
- Belbello, miniatore lombardo. Artisti del libro alla corte dei Visconti, Roma 1976
- Scultura architettonica cistercense e cantieri monastici, in I Cistercensi e il Lazio, Atti del convegno (Roma 1977), a cura di A.M. Romanini, Roma 1978, pp. 157–164
- Dalla chiesa abbaziale alla città, in I Cistercensi e il Lazio, Atti del convegno (Roma 1977), a cura di A.M. Romanini, Roma 1978, pp. 281–288
- Chiaravalle di Fiastra, in «Storia dell'Arte», XXXII-XXXIII (1978), pp. 247–288
- La chiesa di S. Francesco a Cortona, in «Storia della città», 3 (1978), 9, pp. 16–23
- Fossanova e Castel del Monte, in Federico II e l'arte del Duecento italiano, Atti del Convegno (Roma 1978), Fasano 1980, I, pp. 191–215
- Si può scrivere una storia dell'architettura mendicante? Appunti per l'area padano-veneta, in Tomaso da Modena e il suo tempo, Atti del convegno, Treviso 1980, pp. 337–362
- S. Maria Immacolata di Ceri e i suoi affreschi medievali, in «Storia dell'Arte», 44/46 (1982), pp. 13–29
- Immagine e segni nella scultura architettonica cistercense, in Presenza benedettina nel Piacentino, 480-1980, Atti del convegno (Bobbio 1981), Bobbio 1982, pp. 145–158
- Architettura mendicante. Il problema di una definizione tipologica, in I Francescani in Emilia, Atti del convegno (Piacenza 1983), Milano 1983, pp. 21–32
- Assisi, S. Francesco: l'architettura e la prima fase della decorazione, in Roma Anno 1300, Atti del Convegno (Roma 1980), a cura di A.M. Romanini, Roma 1983, pp. 141–174
- Gli Zavattari nella civiltà pittorica padana del primo Quattrocento, Roma 1984
- Studi di miniatura lombarda. Giovannino de Grassi, Belbello da Pavia, Roma 1984
- Cori francescani ad ambulacro e cappelle radiali, in Storia e cultura a Padova nell'età di Sant'Antonio, Padova 1985, pp. 467–500
- Ricognizioni nelle “Historia Plantarum” della Biblioteca Casatense di Roma, in Yetwart Arslan: una scuola di storici dell'arte, Venezia 1985, pp. 27–38
- Porta Patet, in Janua Major. La porta di bronzo del Duomo di Benevento e il problema del suo restauro, cat., Roma 1987
- Studi sulla basilica di S. Francesco ad Assisi: architettura (prima parte), in «Arte medievale», 2 ser., 2 (1988), 1, pp. 79–103
- Studi sulla basilica di S. Francesco ad Assisi: architettura (seconda parte), in «Arte medievale», 2 ser., 3 (1989), 1, pp. 117–136
- Architettura monastica, Atti dell'XI Congresso di Studi sull'Alto Medioevo (Milano 1987), Spoleto 1989, pp. 795–813
- Le misure del Duomo di Milano, in L'Art et les révolution, XXVIIe Congrès International de Histoire de l'art, Strasbourg 1990, pp. 51–68
- La prima committenza normanna, in Le Porte di Bronzo dall'Antichità al secolo XIII, a cura di S. Salomi, Roma 1990, pp. 357–372
- s.v. Assisi, in Enciclopedia dell'Arte Medievale, II, Roma 1991, pp. 622–653
- Cultura artistica delle cattedrali. Due esempi a Milano, in «Arte medievale», 2 ser., 5 (1991), 1, pp. 83–104
- L'architettura della basilica e Le prime immagini, in San Francesco. Basilica patriarcale di Assisi, Milano 1991, pp. 43–120
- Recensione ad A.C. Quintavalle, Il Battistero di Parma, in «Arte medievale», 2 ser., 5 (1991), 1, pp. 43–76
- I castelli federiciani: concezione architettonica e realizzazione, in «Arte medievale», II s., VI (1992), pp. 39–67
- “Secundum loci conditionem et morem patriae”, in Saggi in onore di Renato Bonelli, Roma 1992 (Quaderni dell'Istituto di Storia dell'architettura, n.s., 15/20, 1990-1992), pp. 135–142
- Fiastra dopo Fiastra, in Le abbazie delle Marche. Storia e arte, a cura E. Simi Varanelli, Roma 1992, pp. 363–375
- L'immagine e il segno, in Ratio fecit diversum. San Bernardo e le arti, Atti del convegno (Roma 1991), a cura di A.M. Romanini, Roma 1994, II, pp. 1–7
- Architettura sacra templare, in Monaci in armi. L'architettura sacra dei Templari attraverso il Mediterraneo, a cura di G. Viti-A. Cadei-V. Ascani, Certosa di Firenze 1995, pp. 15–173
- s.v. Federico II, imperatore, in Enciclopedia dell'Arte Medievale, VI, Roma 1995, pp. 104–125
- Federico e la Sicilia dalla terra alla corona. Archeologia e architettura, a cura di A. Cadei, Palermo 1995
- Modelli e variazioni federiciane nello schema del “castrum”, in Friedrich II. Tagung des Deutschen Historischen Instituts in Rom in Gedenkjahr 1994, Tubinga 1996, pp. 465–485
- Castellum quod dicitur Baffes, in Arte d'Occidente. Temi e metodi, Studi in onore di A.M. Romanini, Roma 1999, I, pp. 131–142
- I codici lombardi, in Boccaccio visualizzato, a cura di V. Branca, Torino 1999, pp. 331–341
- La chiesa di S. Pietro a Viboldone nel contesto dell'architettura lombarda di tre secoli, in Un Monastero alle porte della città, Atti del convegno (Viboldone 1999), Milano 1999
- Il castello di Lagopesole, in Mezzogiorno - Federico II - Mezzogiorno, Atti del convegno (Potenza, Lagopesole, Melfi 1994), a cura di C.D. Fonseca, Roma 2000, II, pp. 849–881
- I pittori gotici del transetto settentrionale, in Il cantiere pittorico della basilica superiore di Assisi, a cura di G. Basile, Assisi 2001, pp. 191–230
- Le radici dei castelli quadrati federiciani, in Federico II “Puer Apuliae”. Storia, arte e cultura, a cura di H. Houben e O. Limone, Galatina 2001, pp. 81–116
- Il trionfo sul tempo. Manoscritti illustrati dell'Accademia Nazionale dei Lincei, cat., a cura di A. Cadei, Modena 2002
- Gli ordini di Terrasanta e il culto della Vera Croce e il sepolcro di Cristo in Europa nel XII secolo, in «Arte medievale», n.s., 1 (2001), 1, pp. 51–69
- Le origini dei castelli quadrati federiciani. Aggiunte all'ipotesi crociata, in Medioevo: i modelli, Atti del convegno (Parma 1999), a cura di A.C. Quintavalle, Milano 2002, pp. 497–506
- Indagine nel cantiere della chiesa superiore di Assisi. I capitelli di transetto e coro, in «Arte medievale», n.s., 1 (2002; ma 2003), 1, pp. 119–148
- Federico II e Carlo I costruttori a Brindisi e Lucera, in Le eredità normanno-sveve nell'età angioina. Persistenze e mutamenti nel Mezzogiorno, Atti del convegno (Bari 2002), a cura di G. Musca, Bari 2004, pp. 235–301
- L'insediamento templare. Una verifica tipologica, in L'ordine templare nel Lazio meridionale, Atti del convegno (Sabaudia 2000), a cura di C. Ciammaruconi, Casamari 2004, pp. 11–43
- A proposito del facsimile delle Ore Visconti, in «Arte medievale», s.n., 2 (2003, ma 2004), 2, pp. 135–138
- Nicola da Guardiagrele. Un protagonista dell'autunno del Medioevo in Abruzzo, Cinisello Balsamo 2005
- Il portale dell'Incoronazione della Vergine, in Santa Maria Maggiore a Guardiagrele. La vicenda medievale, a cura di P.F. Pistilli, Pescara 2005, pp. 51–81
- La forma del castello. L'imperatore Federico II e la Terrasanta, Pescara 2006
- Le cattedrali all'origine del gotico, in L'arte medievale nel contesto (300-1300). Funzioni, iconografia, tecniche, a cura di P. Piva, Milano 2006, pp. 105–136
- Antependium, le formelle. Teramo, cattedrale, in Teramo e la valle del Tordino, Teramo 2006 (Documenti dell'Abruzzo teramano), pp. 320–333
- Il triconco, l'ottagono e altri ascendenti medievali al progetto di Santa Maria del Fiore, in Arnolfo di Cambio e la sua epoca. Costruire, scolpire, dipingere, decorare, a cura V. Franchetti Pardo, Roma 2007, pp. 35–46
- La “ortographia” del Tempietto del Clitunno, in Medioevo mediterraneo: l'Occidente, Bisanzio e l'Islam, Atti del convegno (Parma 2004) a cura di A.C. Quintavalle, Milano 2007, pp. 243–261
- Genesi della copia devozionale del Santo Sepolcro, in Medioevo: Immagine e memoria, Atti del convegno (Parma 2008) a cura di A. C. Quintavalle, Milano 2009, pp. 476–488
- Maestri alemanni e Nicola da Guardiagrele. Una risistemazione del Tardogotico in terra d'Abruzzo secondo Antonio Cadei, Pescara [c.d.s.]